# يونغ مايلاي
يونغ مايلاي (بالإنجليزية: Young Maylay) هو مغنى راب وممثل ومؤدي صوتي أمريكي (ولد في لوس أنجلوس بتاريخ 17 يونيو 1979).

## أعماله
أشهر أعماله عندما قام بالأداء الصوتي لشخصية «كارل جونسون» في لعبة جراند ثيفت أوتو: سان أندرياس.

## وصلات خارجية
- يونغ مايلاي على موقع IMDb (الإنجليزية)
- يونغ مايلاي على موقع ميوزك برينز (الإنجليزية)
- يونغ مايلاي على موقع ديسكوغز (الإنجليزية)

صفحته على IMDb